# 钩毛草属
钩毛草属（学名：Pseudechinolaena）是禾本科下的一个属，为一年生草本植物。该属仅有钩毛草（Pseudechinolaena polystachya）一种，分布于热带地区。